# Joual
Joual – socjolekt robotniczych warstw społecznych w prowincji Québec. Różni się od standardowej formy języka francuskiego (dawna norma paryska) wykorzystaniem znacznej ilości anglicyzmów (przede wszystkim dot. terminologii technicznej, rozluźnionej wymowy oraz specyficznych przekleństw czerpiących z języka kościelnego (sacres). W okresie spokojnej rewolucji stał się środkiem artystycznym m.in. w twórczości Michela Tremblaya. Dzisiaj często jest mylony z językiem mówionym Quebekczyków.

## Historia
Joual powstał w związku z niekorzystną dla języka francuskiego polityką językową Kanady wobec Québecu. Język angielski był faworyzowany w życiu publicznym, językiem sukcesu, podczas gdy zubożały w terminologię dot. realiów północnoamerykańskich język francuski został zepchnięty do roli języka drugorzędnego. Ludność francuskojęzyczna pracowała głównie w anglojęzycznych fabrykach, toteż jej język zaadaptował się do rzeczywistości pozajęzykowej przyjmując wiele anglicyzmów. 
Termin joual pochodzi od fr. cheval (koń), gdyż zdaniem narzekającego na ten nowy sposób mówienia duchowieństwa był to język bydła. 
W okresie spokojnej rewolucji odbywała się debata na temat joualu, która podzieliła społeczeństwo québeckie na purystów egzaltujących język Ludwika XIV, językoznawców żądających powstania nowej normy języka francuskiego i młodych ludzi, którzy uważali joual za swój język i byli z niego dumni. Jednym z przedstawicieli ostatniej grupy był Michel Tremblay, który w 1965 roku dał wyraz swojemu zainteresowaniu joualem jako środkiem ekspresji artystycznej w sztuce teatralnej „Siostrzyczki” (Les belles-sœurs)